# Bepea pyraustalis
Bepea pyraustalis là một loài bướm đêm trong họ Crambidae.